# Несено-Іржавець
Несено-Іржа́вець — село в Україні, у Новооржицькій селищній громаді Лубенського району Полтавської області. Населення становить 272 особи. Колишній орган місцевого самоврядування — Вишнева сільська рада.

## Географія
Село Несено-Іржавець знаходиться біля витоків річки Іржавець, нижче за течією на відстані 3,5 км розташоване село Райозеро. Річка в цьому місці пересихає, на ній зроблено кілька загат.

## Історія
12 червня 2020 року, відповідно до розпорядження Кабінету Міністрів України № 721-р «Про визначення адміністративних центрів та затвердження територій територіальних громад Полтавської області», село увійшло до складу Новооржицької селищної громади.
19 липня 2020 року, в результаті адміністративно - територіальної реформи та ліквідації Оржицького району, село увійшло до складу новоутвореного Лубенського району.

## Політика

### Парламентські вибори, 2019
На позачергових парламентських виборах 2019 року у селі функціонувала окрема виборча дільниця № 530667, розташована у приміщенні школи.
Результати
- зареєстровано 158 виборців, явка 56,96%, найбільше голосів віддано за «Слугу народу» — 36,67%, за Радикальну партію Олега Ляшка — 24,44%, за Всеукраїнське об'єднання «Батьківщина» — 16,67%.[3] В одномандатному окрузі найбільше голосів отримав Олексій Баганець (Всеукраїнське об'єднання «Батьківщина») — 20,69%, за Ігоря Лінчевського (самовисування) — 17,24%, за Фахраддіна Мухтарова (самовисування) — 14,94%[4].